# 混浴

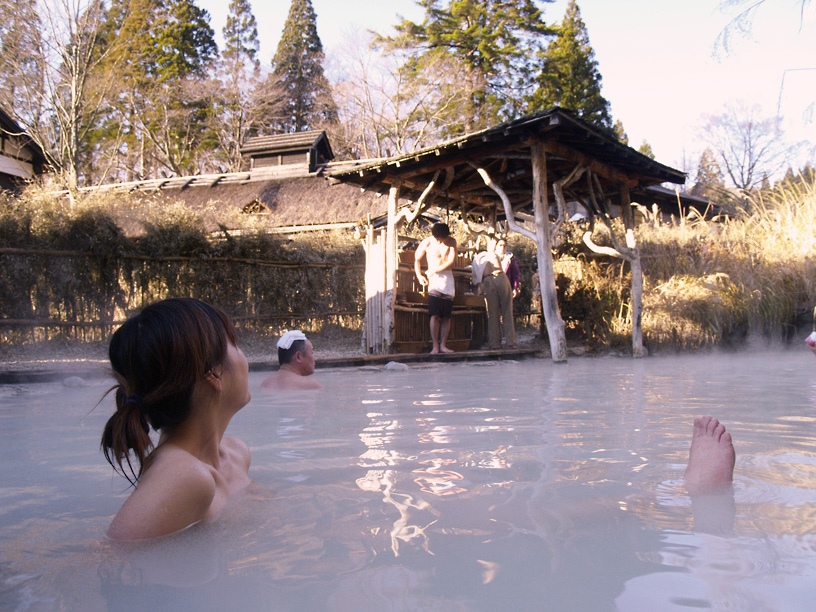
東北地方の鄙びた湯治場には今なお、混浴の習慣が多く残る（鶴の湯の混浴露天風呂）。

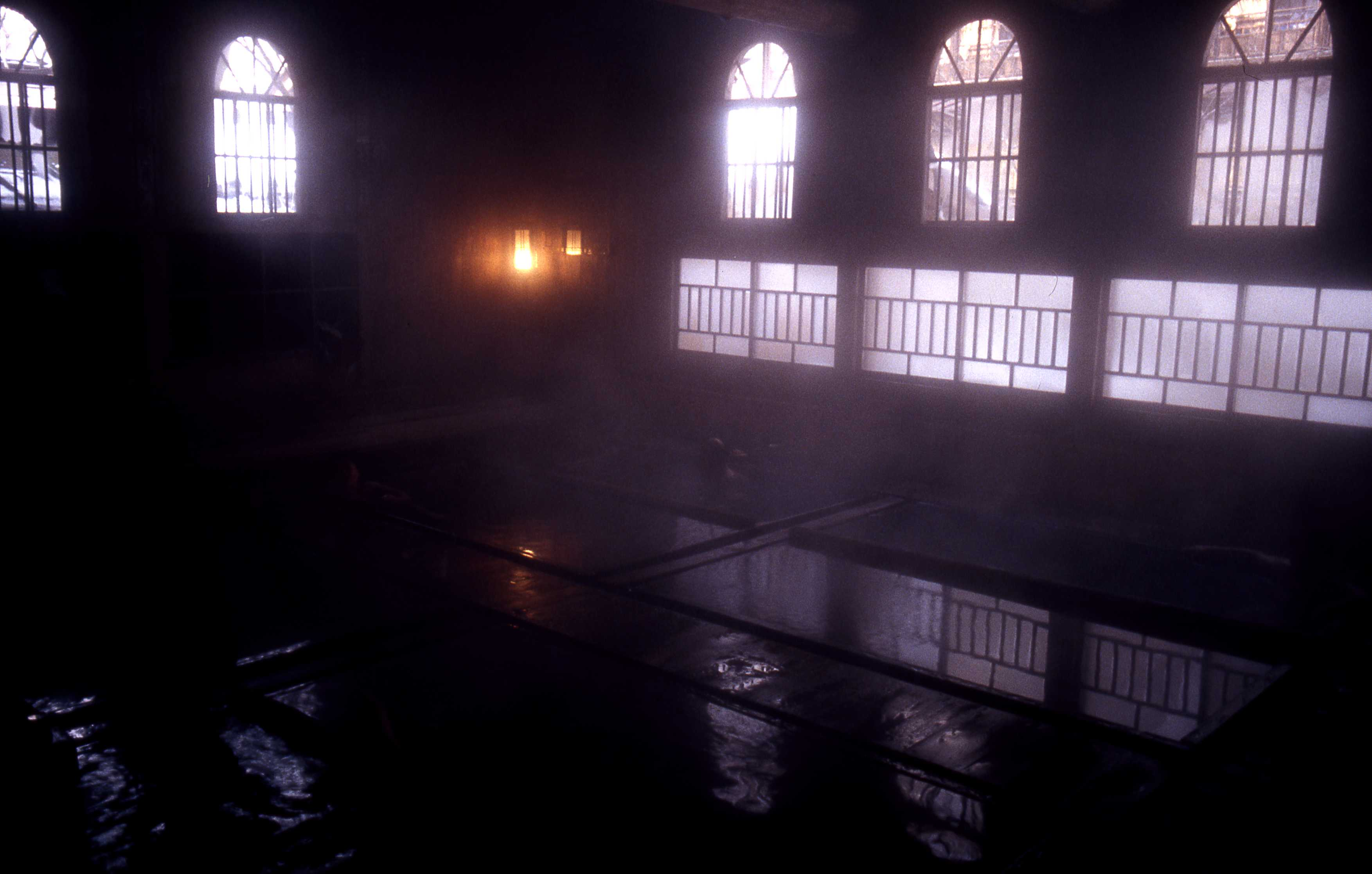
法師温泉混浴浴場

混浴（こんよく）とは、同じ浴場にて男女で入浴をすること。日本国内では、通常浴場は男女の性別で分かれており、混浴は原則禁止されている。例外的に男女混浴できるのは、貸切風呂や露天風呂付き客室などがある宿に限られる。日本独自の入浴習慣と思われがちだが、ドイツをはじめ、北欧・東欧諸国でも見られる。
西洋でも、温泉が健康に良い効果があることは広く認識されており、混浴は運動温熱療法施設として水着着用が義務化されているスパ施設と、温浴療養施設として裸で入るサウナがある。また、一つの施設内に併設することもある。

## 日本

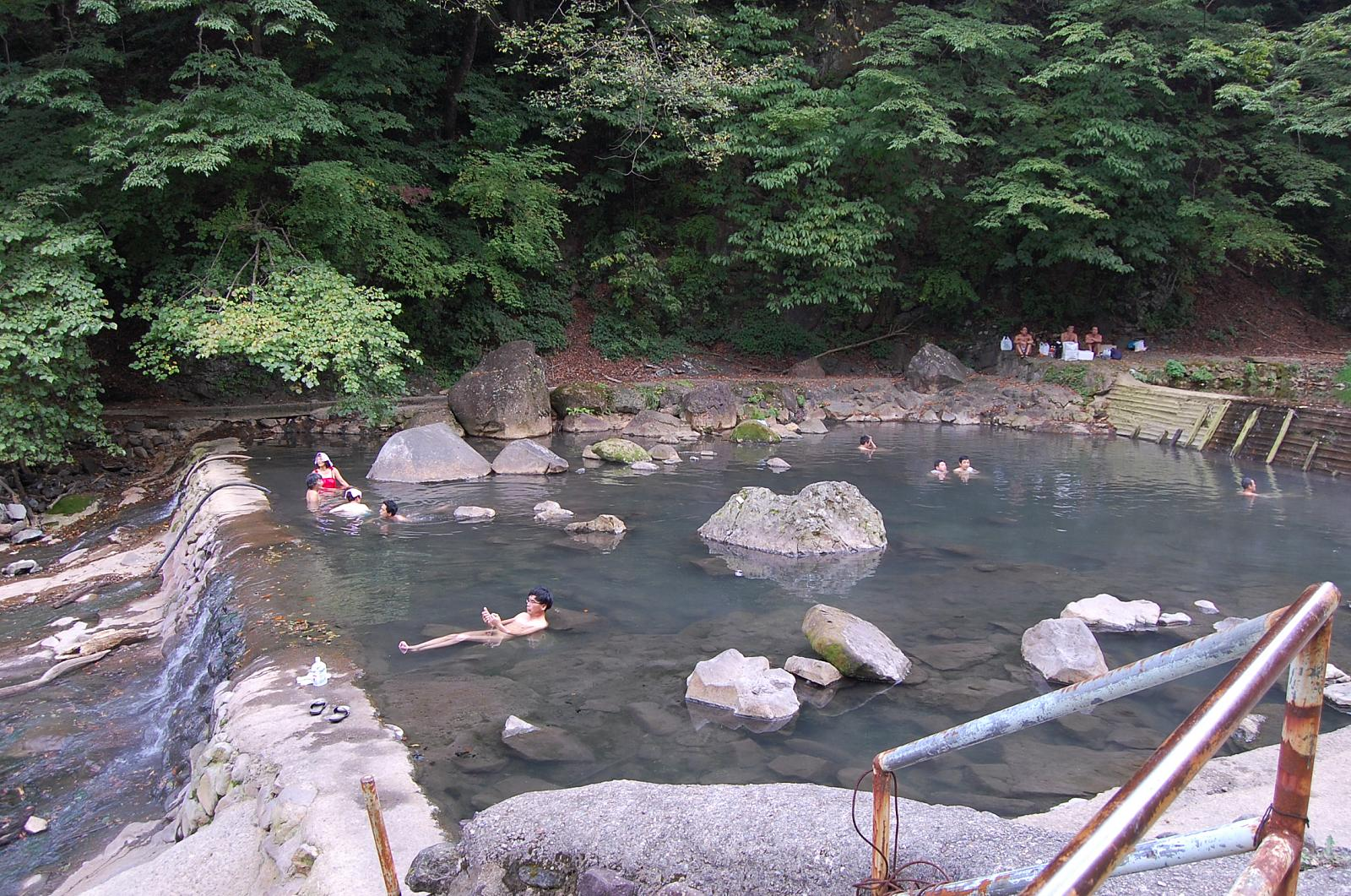
尻焼温泉混浴野天風呂。川そのものが温泉になっている。

### 歴史
近世以前
古くは、大きな湯船の共同浴場は一般的でなく、大きな湯船といえば天然の温泉が溜まってできた野湯であり湯治場であった。そのため、性別で分ける男湯・女湯という概念はなく、混浴は、自然発生的にできたものである。（下帯の褌）や湯文字を着用したうえでの入浴という習慣も存在しており、裸の入浴は江戸時代以降という説もある。
また、日本には太古の昔より、ゆるい混浴文化があり、鎌倉時代の温泉は混浴だったといわれている。時代が下ると温泉の宿泊客相手に密かに性的サービスも行う「湯女」が登場する。温泉地では、泉源から湯船まで温泉を引いた今で言う共同浴場もできてきたが、まだ、男湯と女湯の区別もなく、日本の温泉や公衆浴場は江戸時代初期までは基本的に混浴であった。
江戸時代
江戸時代には都市部では大衆の衛生観念が高まり入浴が盛んになり、大都市のインフラとしての銭湯が普及し身体の清潔の維持が保たれるようになった。それとは全く別に入浴ついでに垢すりや髪すきのサービスを湯女（ゆな）に行わせる湯女風呂などが陰で増加しはじめた。1791年（寛政3年）、松平定信が江戸の銭湯での男女混浴を禁止する男女混浴禁止令を出すなど、厳しい風紀の取り締まりの対象にもなった。これは混浴そのものよりも、湯屋における売買春などを取り締まる治安維持を目的としたものであったと言われる。当時の湯屋は二階に待合所のような場所があって将棋盤などが置いてあり社交場となっていただけでなく、湯女などによる売春や賭博などの任侠の資金源など格好の場となっていたためである。
しかし依然として庶民に混浴はあった。1853年（嘉永6年）、来日したペリーは大浴場に驚き「日本遠征記」には挿絵付で以下のように記されている。「男も女も赤裸々な裸体をなんとも思わず、互いに入り乱れて湯船で混浴しているのを見ると、この町の住民の道徳心に疑いを挟まざるを得ない。他の東洋国民に違い、道徳心がはるかに優れているにもかかわらず、確かに淫蕩な人民である」。
近代
明治新政府は近代国家として大国となるべく欧米への体裁を気にし、混浴禁止令を出す。都市部では取締りが強化される。1869年（明治2年）には東京府が「風俗矯正町触」を出し、卑猥な春画や見世物と共に男女混浴を取り締まる旨を闡明した。東京府はその翌年にも混浴の禁止を通達。1872年（明治5年）、東京府は軽微な犯罪を取り締まる「違式詿違（いしきかいい）条例（軽犯罪法に相当）」を通達し男女混浴が禁止され、違反者には罰金が科せられた。1900年（明治33年）に内務省令として全国の公衆浴場を対象に混浴が禁止された（12歳未満は混浴可）。しかし、なかなか改まらないため、混浴禁止令はたびたび出されたが、完全になくなったのは明治末期になってからであった。それでもなお、地方の小規模炭鉱の浴場や、鄙びた温泉地などの多くでは、更衣室は別でも浴室が同じ混浴が残るという時代が、昭和30年代まで続く。
高度成長期以後、旅行などで都市部の住民が地方の温泉地を訪れる機会が増え、男女の性別できちんと分けない風呂に抵抗がある（混浴を容認できない）観光客が増加したため、多くの旅館やホテルがそのニーズに応えるべく、浴場の増改築（男女別化）など施設の改修に取り組んだ。
それらの近代化の結果として、昭和40年代以降に観光地の混浴は減少の一途をたどることとなった。
浴場や入浴施設の衛生検査権限をもつ保健所が、「公衆浴場法」の条例に則り、新規の混浴施設建設に対しては衛生検査済証を発行しないことも、減少に拍車をかける一因となった。なお、九州や東北地区では未だに混浴が残っている古い温泉も多い。
なお、2020年の東京五輪・パラリンピックの開催に際し、日本国外から訪れる外国人には3本の湯気を記号化した多く温泉マークは温かい料理を出すレストランと誤解されるおそれがあるとして、経済産業省では3人の人物が入湯している様子を記号化した国際規格の案内用図記号の採用を検討しているが、温泉地からは、日本では男女を分けない混浴だと外国人に誤解されるおそれがあると反対意見が出されている。

### 規制など
公衆浴場法には男女の混浴について明言している条文は無いが、第三条の「入浴者の衛生及び風紀に必要な措置」が、男女の混浴禁止を指している。男女混浴の基準については、都道府県の条例で定められると明記している。
各地方自治体の制定する公衆浴場条例により、すべての都道府県において原則的に男女の性別で浴室・脱衣室を明確に区分することと定められている（混浴禁止）。

#### 混浴禁止年齢の改正
日帰り入浴施設は公衆浴場法(公衆浴場条例)、旅館の入浴施設は旅館業法の規制を受ける。また、各自治体は条例の定める範囲内において混浴で入浴することが可能な年齢の基準を設けている。
厚生労働省が公衆浴場の衛生管理について示した要領はこれまで、公衆での混浴を禁じる年齢を「おおむね10歳以上」としていたが、浴場組合など業界団体から「引き下げるべきでは」との意見が寄せられた。厚労省の補助事業で実施した研究結果も踏まえ2020年12月、「おおむね7歳以上」に下げて各自治体に通知した。各自治体は今後、この改正を踏まえ公衆浴場に付随する各種条例等を順次改める。
| 6歳以下 | 京都府 |
| 7歳以下 | 愛知県 滋賀県 鳥取県 宮崎県 熊本県 |
| 9歳以下 | 青森県 宮城県 秋田県 茨城県 群馬県 埼玉県 東京都 神奈川県 富山県 石川県 福井県 山梨県 長野県 静岡県 三重県 和歌山県、岡山県、徳島県 愛媛県 高知県 福岡県 大分県 長崎県 鹿児島県 沖縄県 |

北海道・岩手県・山形県・栃木県・岐阜県・香川県では混浴禁止の上限年齢を最大11歳に設定していたが、改正が見込まれる。
6歳（就学直前・小学校1年生）だと男女とも思春期前、7歳（小学校1・2年生）だと女子の早い者で思春期に入り、9歳（小学校3・4年生）だと女子の大部分と男子の早い者で思春期に入り、11歳（小学5・6年生）だと女子は遅い者でもこの年齢までに思春期に入り男子の大部分が思春期に入る。厚労省の補助事業で実施した研究で全国の7～12歳の男女1500人を対象にしたアンケートでは、異性の浴場に水着なしで入るのを「恥ずかしい」と思い始めた年齢は「6歳」が27％で最も多く、「10歳」は4％だった。成人男女3631人のうち、「年齢制限が必要」と回答したのは8割を超えた。

#### 家族風呂に対する混浴禁止の例外
- 兵庫県では、以前は6歳以上の混浴が禁じられていたが、2008年1月1日に条例が改正され、家族風呂などにおいて専用で利用する場合は、「夫婦」「親とその10歳未満の子」「介助を要する者のための家族」の場合に限り例外として混浴の禁止を解除する旨の規定が設けられている[44][45]。

上記の兵庫県の条例改正に伴い、神戸市では「公衆浴場営業許可等に関する取扱い要綱」を改正し、夫婦であるかどうかの確認について、住所及び氏名が記載された書類を提示させることにより行うものとする旨の規定を設けている。
- 大阪府は条例で浴室を男女別々にすることを定めているが、浴場側が入浴者と直接面接できることなどを条件に、同一家族が一緒に入浴する家族風呂などの設置を例外として認めている[46]。

- 滋賀県は条例で「8歳以上の男女を混浴させないこと」と定めているが、例外として「知事が風紀上支障ないと認めるときは適用しないことができる」との項目を適用し、1996年4月から家族風呂を認めた[47][48]。

他にも、青森県、秋田県、大分県など家族風呂の例外を認めている自治体がある。

#### 水着などの着用を義務付ける施設での例外
青森県・秋田県・兵庫県といった、水着などの着用を義務付けた施設については例外を認める自治体もある。

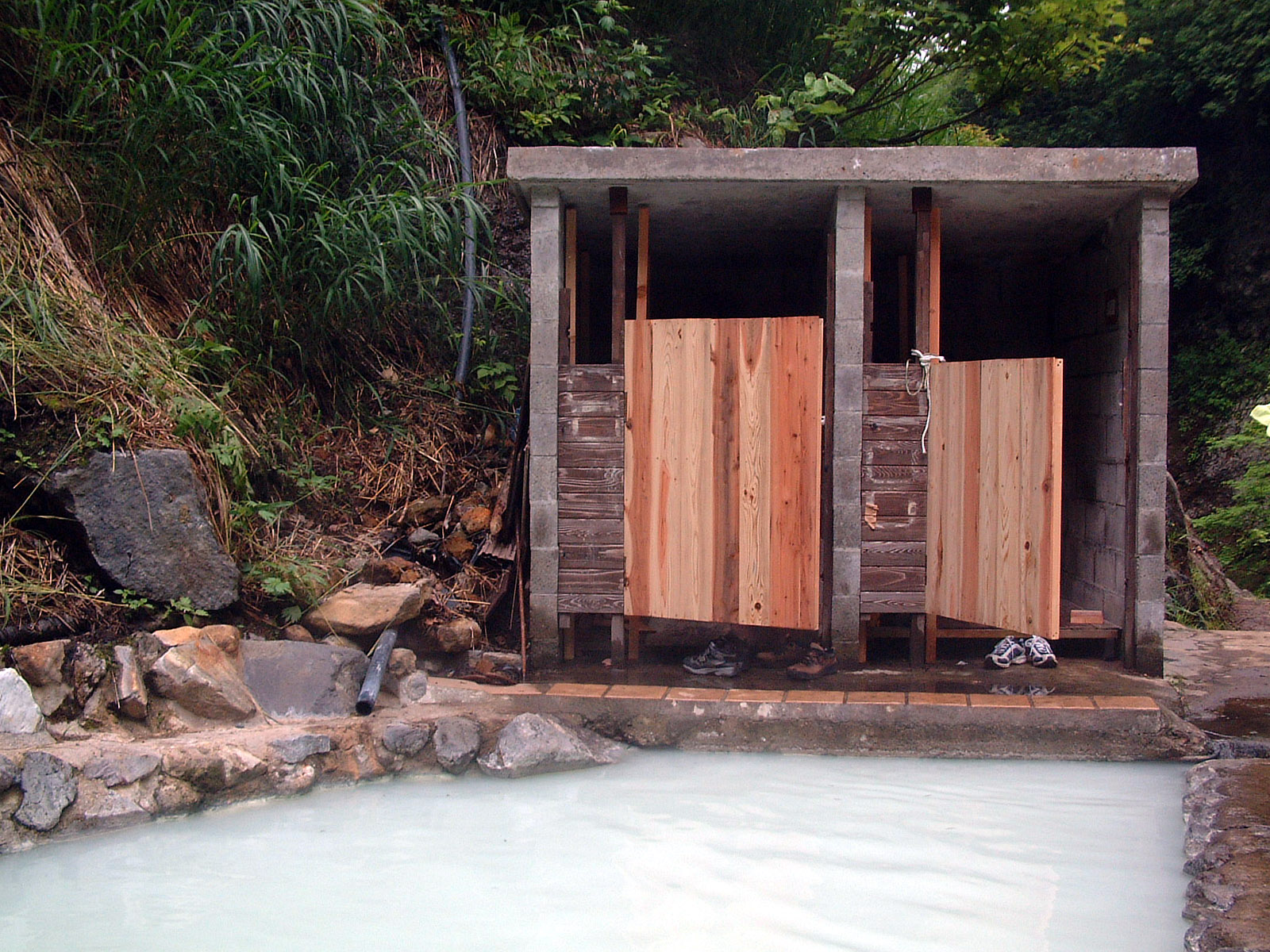
屋外にある混浴の湯船と脱衣所
（燕温泉「河原の湯」）

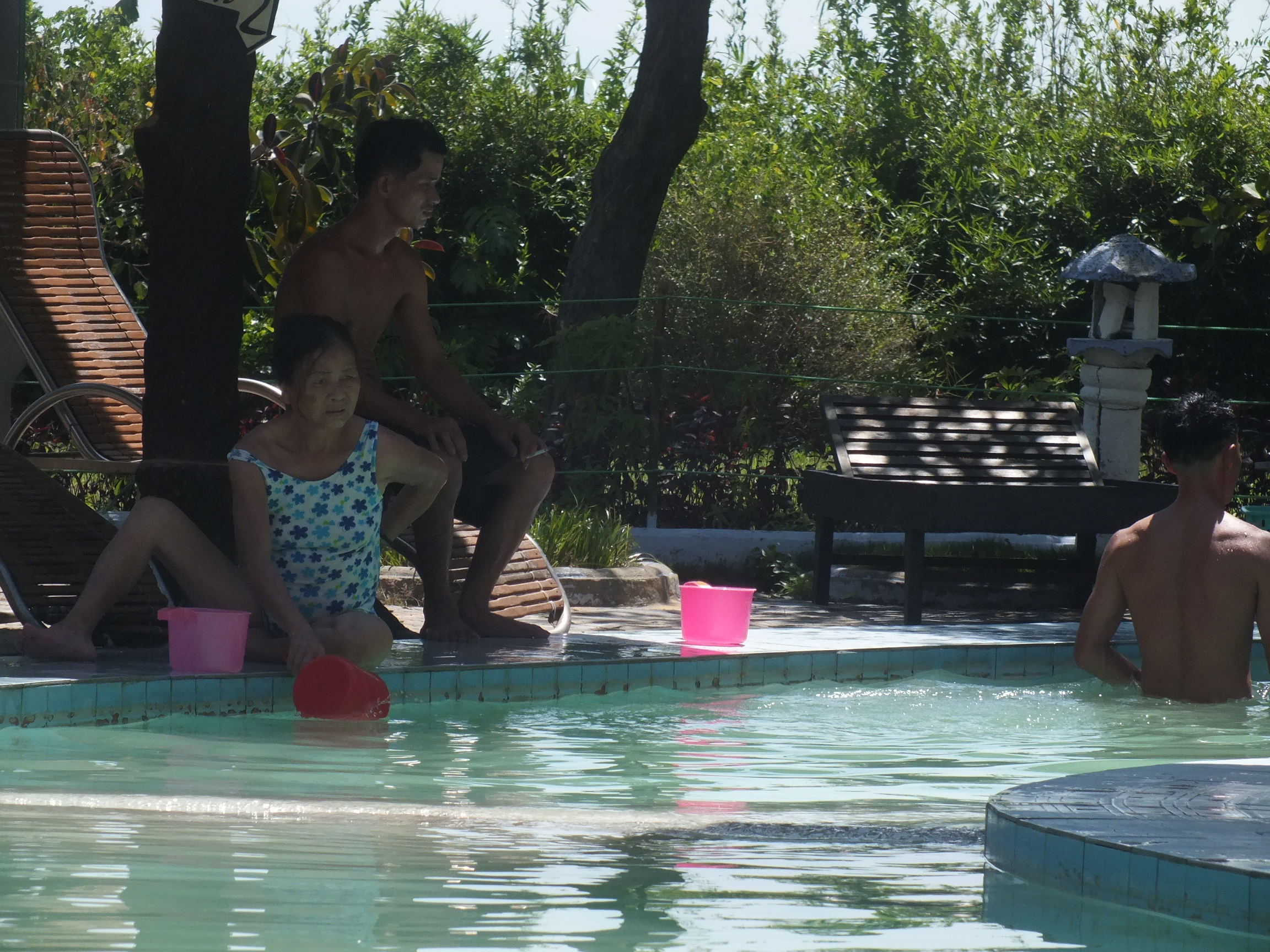
水着着用の海外の混浴温泉（ベトナム・ミーアン温泉）

### 厚生労働省による行政指導
厚生労働省では、公衆浴場法第三条第一項に規定する「風紀に必要な措置」について、昭和二十三年八月厚生事務次官通達(厚生省発第10号) により、主として男女の混浴の禁止を意味するものである旨の行政指導を行なっている。

#### 公衆浴場における衛生など管理要領
厚生労働省の「公衆浴場における衛生等管理要領」では
- 脱衣室 ‐ 男女を区別し、その境界には隔壁を設けて、相互に、かつ、屋外から見通しのできない構造であること。
- 浴室 ‐ 男女を区別し、その境界には隔壁を設け、相互に、かつ、屋外から見通しのできない構造であること。

となっており、その上で乳幼児に対する配慮として「おおむね7歳以上の男女を混浴させないこと」とされている。

#### 旅館業における衛生など管理要領
旅館業の共同浴室についても公衆浴場と同様に、厚生労働省の「旅館業における衛生等管理要領」では
- 浴室 ‐ 共同浴室を設ける場合は、原則として男女別に分け、各１か所以上のものを有すること。

となっており、同様に「共同浴室にあっては、おおむね7歳以上の男女を混浴させないこと」とされている。

### 施設
入口、脱衣所は別々となっているが、湯船が一緒となっている場合が多い。施設によっては、脱衣所付近から少しの間に目隠しをして奥の方で両方がつながっているようにしたり、浴槽は一緒だが洗い場を男女別にしたり、湯着を貸し出したりと工夫しているケースもある。温泉湧出地の旧い公共浴場などでは、浴槽・脱衣場・洗い場まですべて区別がないという場所もある（由布院の下ん湯など）。

### 水着などの着用
施設によっては水着などの着用を推奨・義務付けしている施設もある。この場合、温水プールとの境界が問題になるが、水質や併設施設や営業形態の違いにより多くは区別されている。プールでは塩素系などの殺菌剤などを多く使用しているため問題になりにくいが、源泉の性質劣化を危惧する温泉地などでは、殺菌剤をしない場所も多数存在する。そうした施設では温泉での水着やタオル類の使用は衛生面での問題になりやすい。

### 旅館業におけるトランスジェンダーへの対応
2023年6月、厚生労働省は「公衆浴場や旅館業の施設の共同浴室における男女の取扱いについて」と題する通知を出した。ここでは「公衆浴場における衛生等管理要領等」で、おおむね7歳以上の男女の混浴を禁止されていることを背景に、「男女とは、身体的な特徴をもって判断するものであり、例えば体は男性、心は女性の者が女湯に入らないようにする必要があると考えている」と示された。
2023年10月、戸籍上の性別を変更する際の手術要件が最高裁で「違憲」と判断されたが、トイレや入浴施設などで女性スペースの利用を望むトランス女性の存在を巡り、各地でトラブルが相次いだ。これに対してアパグループは、「各都道府県条例で定められた年齢に応じて混浴をお断りしている。厚生労働省による通知内容（公衆浴場や旅館業の施設の共同浴室における男女の取扱いについて）に基づき、入浴にあたって性別は身体的な特徴をもって判断する」と表明した。

## 韓国

### 規制など
公衆衛生管理法で「満5歳以上の男女は同じ浴場や更衣室を利用してはならない」と規定されている。これに違反した浴場業者側には300万ウォン以下の過怠金が課される
。 

### 年齢の引き下げ
1999年の立法当時に満7歳だった混浴禁止の上限年齢は、2003年に満5歳に下げられている。また、2014年2月には韓国入浴業中央会から「満5歳」から「満」の字を外す要望が保健福祉部（韓国保健福利省）に伝えられた。これにより男女混浴禁止年齢上限の引き下げが検討されている。